# Rupt-devant-Saint-Mihiel
Rupt-devant-Saint-Mihiel is een plaats en gemeente in het Franse departement Meuse in de regio Grand Est. De gemeente maakt deel uit van het arrondissement Commercy en telde 56 inwoners in 2017.

## Geschiedenis
Op 1 januari 1973 werd Rupt-devant-Saint-Mihiel opgenomen in de gemeente Villotte-sur-Aire. Op 1 januari 1988 werd dit ongedaan gemaakt.
De gemeente maakte deel uit van het kanton Pierrefitte-sur-Aire tot dit op 22 maart 2015 werd opgeheven en de gemeenten werden opgenomen in het kanton Dieue-sur-Meuse.

## Geografie
De oppervlakte van Rupt-devant-Saint-Mihiel bedraagt 6,1 km², de bevolkingsdichtheid is dus 8,4 inwoners per km².
De onderstaande kaart toont de ligging van Rupt-devant-Saint-Mihiel met de belangrijkste infrastructuur en aangrenzende gemeenten.

## Demografie
Onderstaande figuur toont het verloop van het inwonertal (bron: INSEE-tellingen).